# Francesco Pigozzo
Francesco Pigozzo (Noale, 30 giugno 1950) è un ex canottiere italiano.

## Carriera
Nato a Noale, in provincia di Venezia, nel 1950, a 22 anni ha partecipato ai giochi olimpici di Monaco di Baviera 1972, nell'otto maschile, dove con la squadra italiana non passò le batterie, chiuse al 4º posto (passavano in tre), venendo poi eliminato anche al ripescaggio, dove terminò 5°, anche in questo caso soltanto i primi tre passavano al turno successivo.